# Дар'я Руда
Дар'я Руда (нар. 2005, Нова Прага Олександрійського району Кіровоградської області) — українська винахідниця, учениця Новопразького навчально-виховного комплексу Олександрійської районної ради Кіровоградської області.

## Життєпис
Дар'я Руда народилась 2005 року у селищі Нова Прага на Кіровоградщині. У 2011 році пішла до першого класу Новопразького навчально-виховного комплексу Олександрійської районної ради Кіровоградської області. Паралельно навчається у Кіровоградському обласному відділенні МАН України.
У жовтні 2018 року 13-річна Дар'я Руда вдало виступила на «Політеко Україна 2018», як раніше називався конкурс «Intel-Техно Україна», що проводиться спільно з Національним центром «Мала академія наук України», Національним технічним університетом України «Київський політехнічний інститут імені Ігоря Сікорського». Презентувавши проєкт "Використання екологічно чистих матеріалів для виготовлення предметів гігієни", виборола друге місце[недоступне посилання з 23 вересня 2021].
У листопаді 2018 року юна винахідниця перемогла на всеукраїнській науково-технічній виставці-конкурсі молодіжних інноваційних проєктів (стартапів) «Майбутнє України» з проєктом «Використання екологічно чистих матеріалів для виробництва предметів гігієни» у секції «Матеріалознавство та перспективні технології»[недоступне посилання з 23 вересня 2021].
У грудні 2018 року Дар'я Руда разом з кращими учнями Малої академії наук України презентувала свій проєкт «Виготовлення екологічно чистих матеріалів для виготовлення предметів гігієни» на зустрічі з родиною Петра Порошенка[недоступне посилання з 23 вересня 2021].
На зустрічі з головою Кіровоградської обласної державної адміністрації Сергія Анатолійовича Кузьменка у січні 2019 року Дар'я Руда запропонувала втілити в життя проєкт по будівництву заводу, який зможе виготовляти основу для предметів гігієни, використовуючи натуральну та недорогу сировинну базу.

## Нагороди та визнання
- Всеукраїнська науково-технічна виставка-конкурс молодіжних інноваційних проєктів (стартапів) «Майбутнє України» (2018, перше місце);
- «Політеко Україна 2018» (друге місце).